# واکنش شیکور
واکنش شیکور (Schikorr reaction) در درجهٔ نخست به توضیح دگرگونی هیدروکسید آهن (II) (Fe3O4) به اکسید آهن (II، III) (Fe3O4) می‌پردازد.
اساس این تبدیل نخستین بار از سوی شیکور، دانشمند آلمانی مورد مطالعه قرار گرفت. تخصص شیکور در زمینهٔ خوردگی آهن بود. واکنش عمومی که شیکور دربارهٔ آن بحث می‌کند و اعتبارش را از آن بدست آورد به قرار زیر است:
{\displaystyle {\ce {\underbrace {3Fe(OH)2} _{ferrous\ hydroxide}->\underbrace {Fe3O4} _{magnetite}+\underbrace {H2} _{hydrogen}+\underbrace {2H2O} _{water}}}}